# Хронология вторжения России на Украину (март 2023)
Данная статья является частью хронологии широкомасштабного вторжения РФ на Украину и описывает события, произошедшие в марте 2023 года.

## Март

### 2 марта

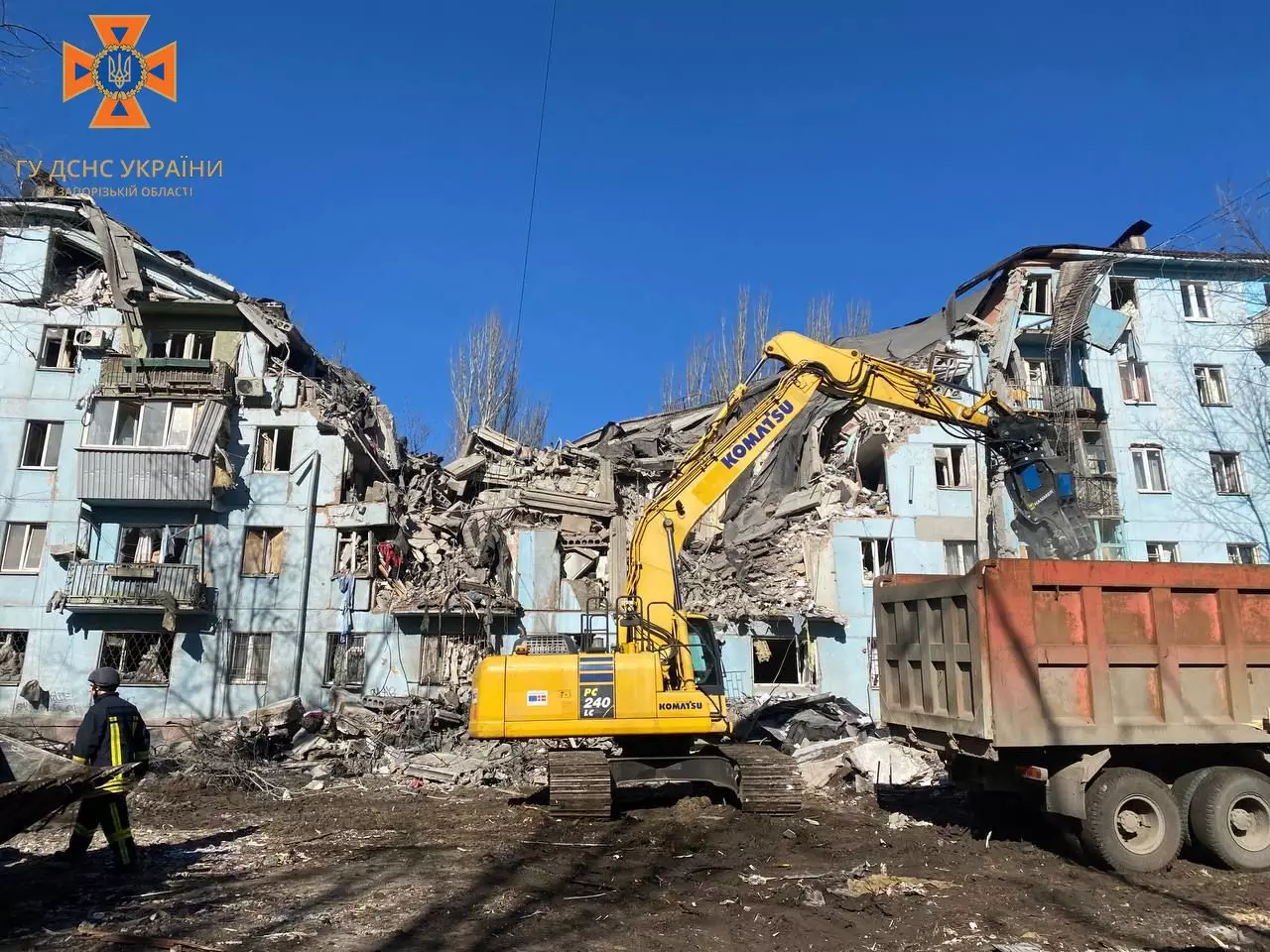
Дом в Запорожье после обстрела 2 марта

Российские власти заявили о проникновении диверсионной разведывательной группы в сёла Любечане и Сушаны Брянской области, захвате заложников и боях с ними. Сообщения российских СМИ о обстреле школьного автобуса в администрации Брянской области опровергли, заявив, что школьники находятся на дистанционном обучении. Ответственность за проникновение в Брянскую область взял «Русский добровольческий корпус», воюющий в составе ВСУ. Один из бойцов РДК рассказал, что на территорию России зашли около 45 человек, которые записали видео в селе Любечане Брянской области и сделали засаду на две БМП. Владимир Путин назвал эти действия терактом. Украинская сторона опровергла заявления о причастности к событиям, назвав их «классической провокацией».
В ночь на 2 марта российским ракетным ударом по Запорожью разрушен пятиэтажный дом. Погибли 13 человек.

### 3 марта
В ночь на 3 марта на последней остававшейся дороге с твёрдым покрытием, связывавшей группировку ВСУ в Бахмуте с основными силами, в посёлке Хромово был разрушен мост, и к Хромову подошли силы ЧВК «Вагнер». Доступны для снабжения остались только грунтовые дороги, соединяющие неповреждённые участки двух шоссе. Евгений Пригожин записал видео с призывом к Владимиру Зеленскому вывести войска из почти окружённого Бахмута. Был начат частичный отвод сил ВСУ из района Забахмутка.

### 7 марта
Обмен военнопленными между Россией и Украиной. Освобождены 130 украинских пленных и 90 российских.
Американский Институт изучения войны сообщил, что российские войска после «контролируемого» вывода украинских сил, по всей видимости, захватили восточную часть Бахмута. Утром следующего дня Евгений Пригожин, глава ЧВК Вагнера, заявил, что его подразделения полностью контролируют всё, что находится восточнее реки Бахмутка.

### 9 марта

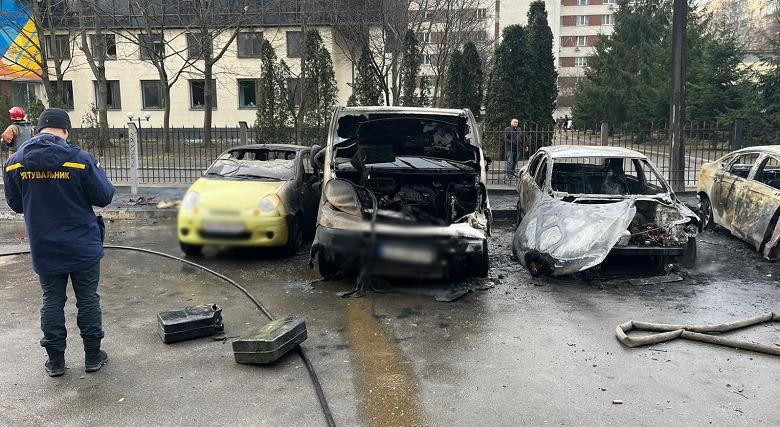
Последствия ударов в Киеве

Ночью ВС РФ совершили массированную атаку по энергетической инфраструктуре ряда украинских городов: Киева, Харькова, Чернигова, Днепра, Луцка, Ровно, Ивано-Франковска и Тернополя. Также были нанесены удары по югу Одесской и западу Львовской областей. По информации местных властей, повреждения получили энергетические объекты в Одессе и объекты критической инфраструктуры в Харькове. 15 % объектов в Киеве превентивно отключили от электроснабжения. Обесточены некоторые участки украинских железных дорог. В нескольких районах Харькова и Одессы также отключено электричество.Такой массированный ракетный обстрел прошёл впервые с 16 февраля. Министерство обороны РФ заявило, что удары являются актом возмездия за диверсию в Брянской области, совершённую 2 марта.
Всего, по данным ВСУ, была выпущена как минимум 81 ракета и 8 дронов-камикадзе. Известно о гибели 6 человек. Впервые было выпущено сразу 6 ракет «Кинжал», одна из которых попала в энергетический объект в Киеве.

### 13 марта
Губернатор Белгородской области Вячеслав Гладков сообщил, что средствами ПВО в Белгородской области были сбиты 4 ракеты и был ранен один человек. По словам губернатора, также были повреждены два жилых дома. Как отметило Reuters, Белгород граничит с Харьковской областью Украины и с начала конфликта неоднократно подвергался обстрелам. В тот же день ЧВК Вагнер сообщила о том, что ее подразделения проникли в подвальные помещения одного из «оплотов» обороны украинских сил в Бахмуте — завода «Азом».

### 14 марта
Над Чёрным морем в 60 километрах южнее Севастополя российский самолет Су-27 столкнулся с американским разведывательным беспилотником MQ-9. США заявили, что российский истребитель задел пропеллер беспилотника-шпиона. Россия, в свою очередь, заявила, что рассматривает инцидент как провокацию.

### 17 марта

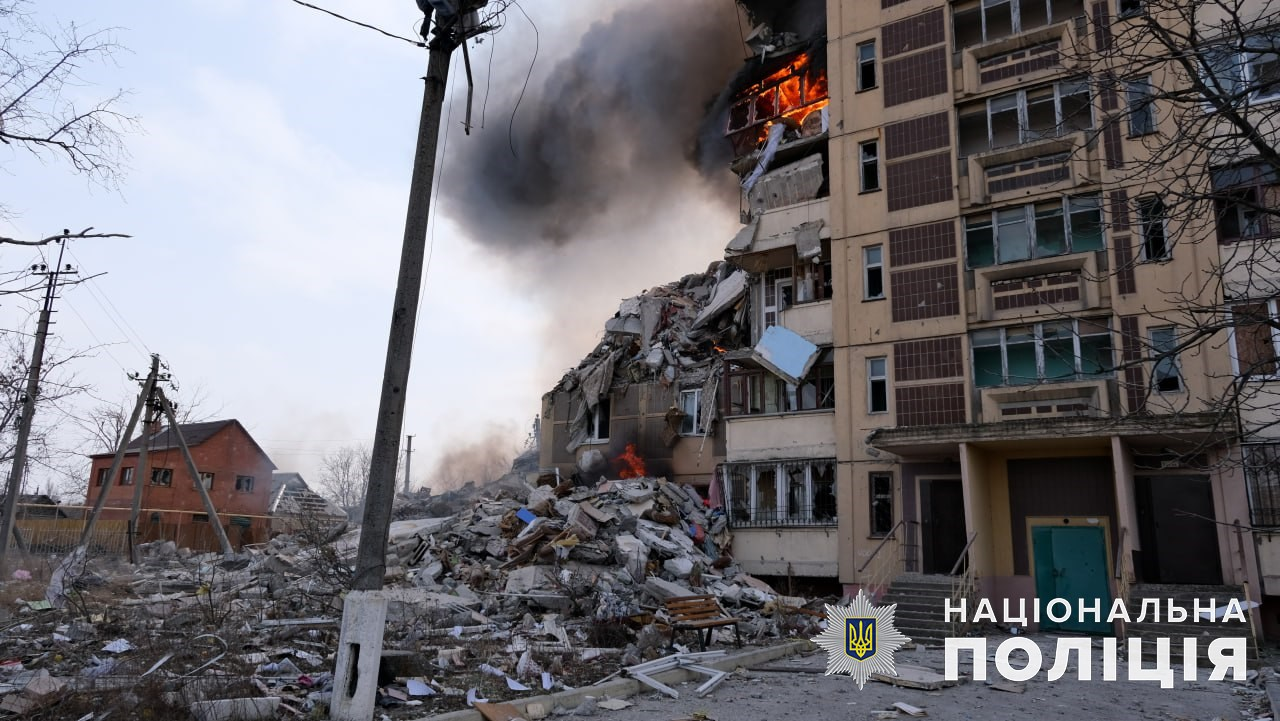
Дом в Авдеевке после авиаударов 17 марта

Международный уголовный суд в Гааге выдал ордер на арест президента РФ Владимира Путина и уполномоченной по правам ребёнка при президенте РФ Марии Львовой-Беловой, подозреваемых в насильственной депортации украинских детей в ходе российского вторжения на Украину.
От российских обстрелов и авиаударов пострадали Часов Яр и Авдеевка в Донецкой области.

### 18 марта

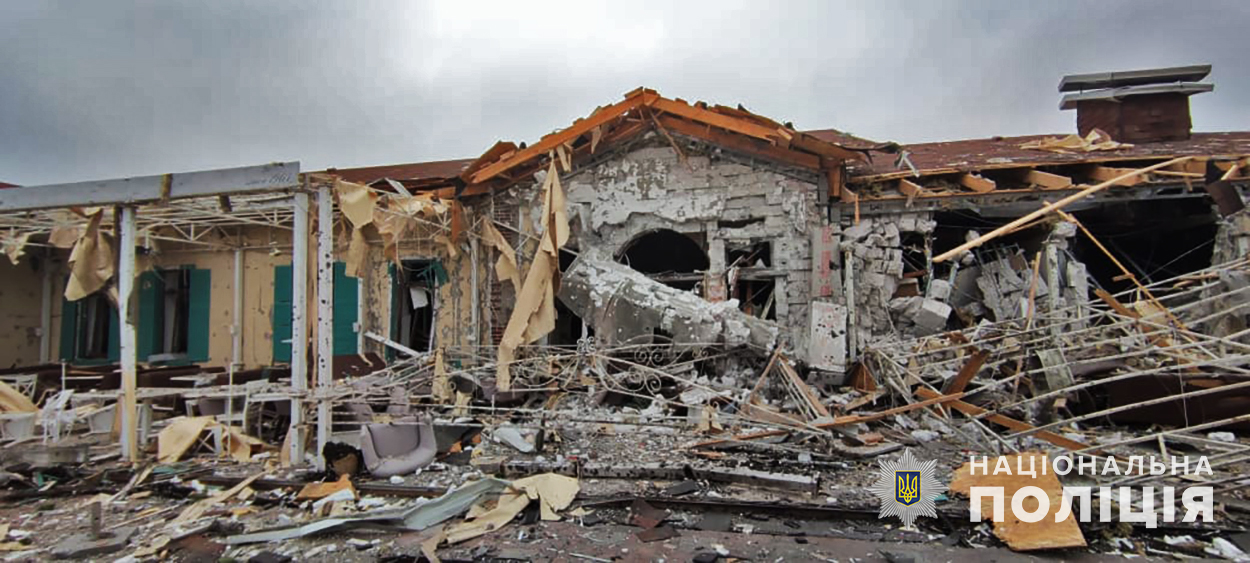
Ресторан в Запорожье после обстрела 18 марта

В ночь на 18 марта Россия совершила массовую атаку Украины дронами-камикадзе. По данным командования Воздушных сил ВСУ, беспилотники запускались из Брянской области и с восточного побережья Азовского моря; 11 из 16 дронов были сбиты (в том числе все летевшие на Киев). По данным местных властей, два дрона попали в объект критической инфраструктуры в Новомосковске Днепропетровской области и ещё три — в нежилые помещения во Львовской области. Кроме того, обстрелом было разрушено предприятие общественного питания в Запорожье.

### 22 марта

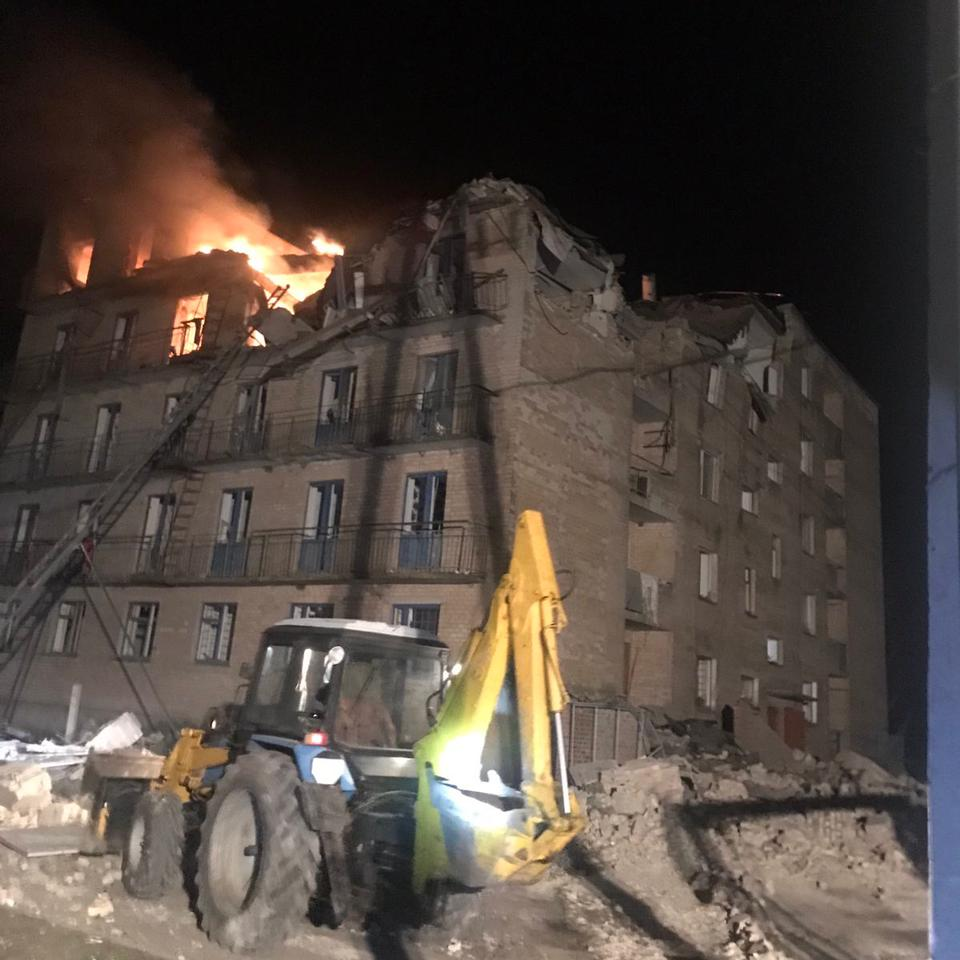
Общежитие в Ржищеве после удара 22 марта

В ночь на 22 марта ВС РФ совершили очередной массированный обстрел Украины иранскими дронами-камикадзе. Генштаб ВСУ сообщает о 21 беспилотнике, 16 из которых удалось сбить. В Ржищеве (Киевская область) были частично разрушены два общежития и профессиональный лицей; погибли не менее 8 человек. В Житомирской области повреждён объект инфраструктуры.
Днём российские войска нанесли ракетный удар по Запорожью. Ракеты попали в два соседних жилых дома. Один человек скончался в больнице, 34 человека ранены, из которых 29 госпитализированы (среди них три ребёнка).
Всемирный банк оценил стоимость восстановления Украины в 411 миллиардов долларов (что в 2,6 раза больше ВВП страны). По оценке банка, война ввергла в нищету 7,1 миллиона человек и отбросила развитие страны на 15 лет назад.
Владимир Зеленский посетил украинские войска под Бахмутом.

### 24 марта

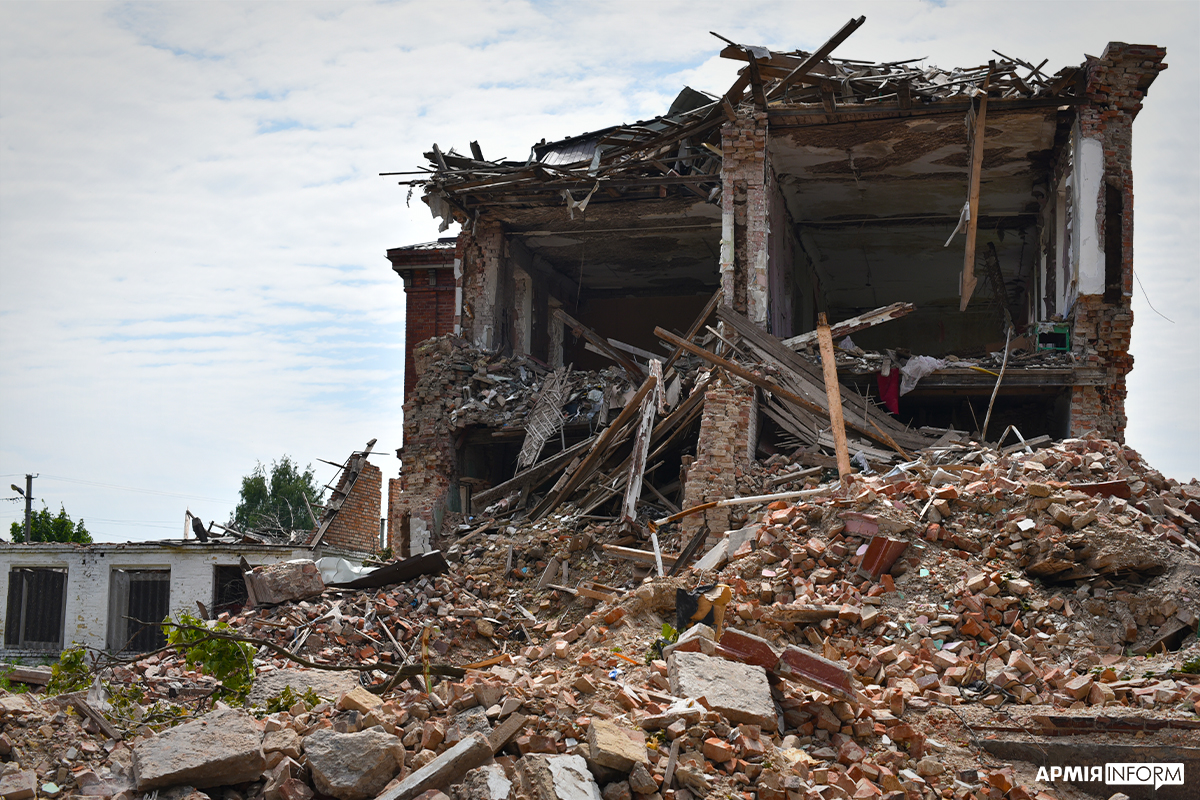
Школа в Белополье после бомбардировки 24 марта

Российский удар 10 авиационными бомбами и дронами-камикадзе по Сумской области. Погибли по крайней мере два человека (в Белополье), ранены 10. Повреждены сельсовет, три учебных заведения, отделение полиции, 8 многоквартирных и около 10 частных домов и прочее.

### 26 марта
Российская сторона сообщила о сбитом ПВО беспилотнике в Киреевске, расположенном в 400 километрах от российско-украинской границы. По сообщениям российских СМИ, пострадали три человека. По сообщению российских правоохранительных органов, предположительно был сбит БПЛА типа «Стриж» (Ту-141), заряженный взрывчаткой. На месте взрыва в центре Киреевска образовалась большая воронка. По сообщению Минобороны РФ, РЭБ «Поле-21» была выведена из строя навигационная система БПЛА. Игорь Конашенков также сообщил, что за сутки ПВО было перехвачено и уничтожено 7 ракет HIMARS и 14 беспилотников. Также, по сообщению Минобороны РФ, на донецком участке фронта за сутки было уничтожено более 200 военнослужащих ВСУ, 9 единиц бронетанковой техники, 4 гаубицы, артиллерийскую систему производства Польши и 2 РЛС производства США.
По информации российских государственных СМИ, к 26 марта вся территория завода «АЗОМ» в Бахмуте контролируется ЧВК Вагнер.

### 28 марта

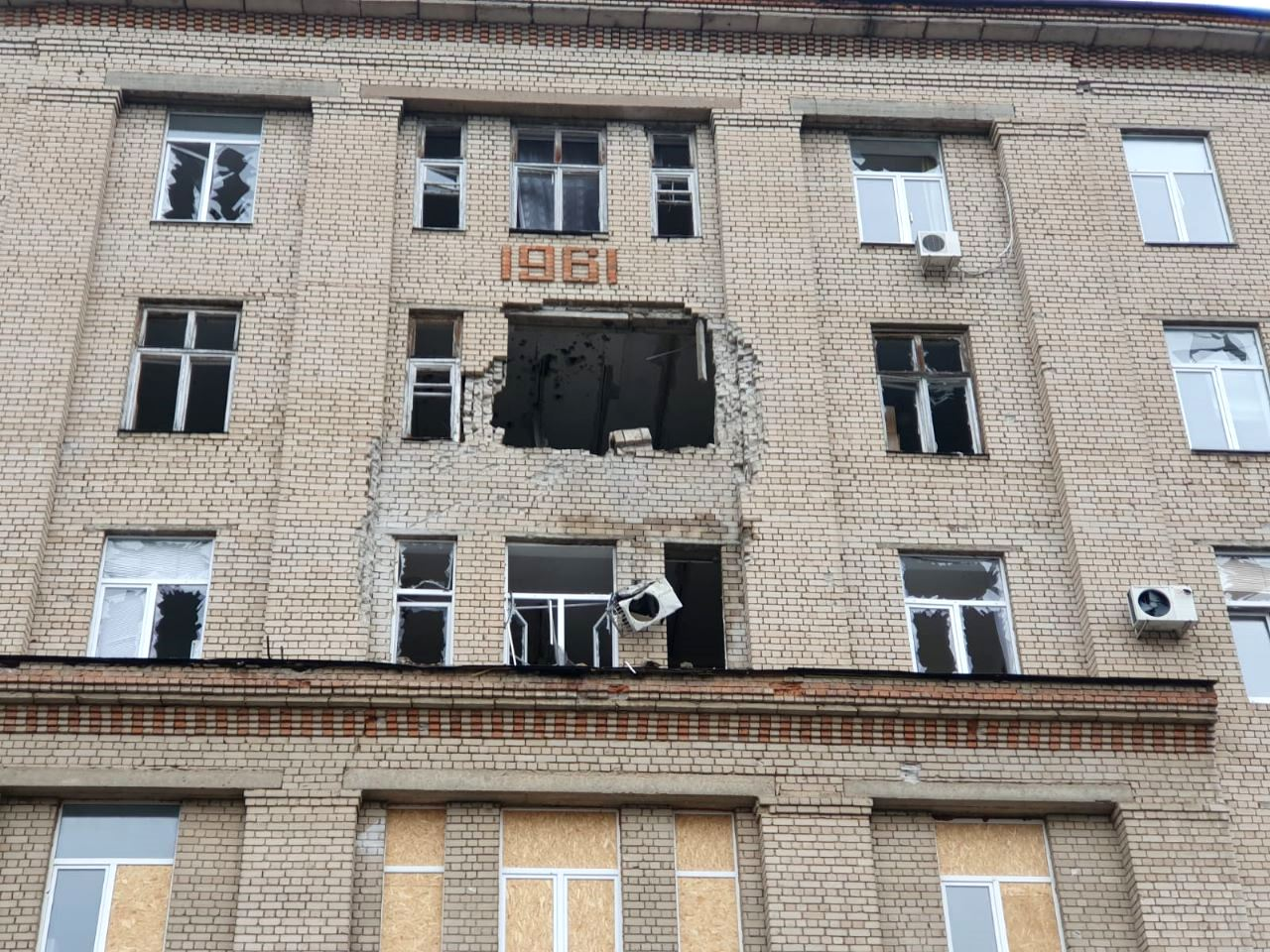
Херсонская городская клиническая больница имени А. С. Лучанского после обстрела 28 марта

В ночь с 27 на 28 марта российская армия атаковала иранскими беспилотниками Киевскую и Днепропетровскую области Украины. Генштаб ВСУ заявил, что 14 из 15 беспилотников были сбиты (в том числе, по данным местных властей, все летевшие на Киев). В Оболонском и Святошинском районах Киева произошли взрывы; в Святошинском от обломков сбитого беспилотника загорелся магазин.
Российскими обстрелами Херсона повреждены городская больница имени А. С. Лучанского, жилые дома, почта, детсад и другие объекты.